# 실어학
실어학은 일반적으로 신경 혈관 사고 (출혈, 뇌졸중)로 인한 뇌손상 또는 다양한 신경퇴행성 질환 (여러 가지 유형의 치매)과 관련된 언어 장애에 대한 연구이다. 실어증이라고 하는 이러한 특정한 언어 결핍은 언어생산 또는 이해력 장애로 정의될 수 있으며, 난청이나 구강마비와 같은 미비한 원인의 질환과는 분리가 된다. 다양한 종류의 실어증이 밝혀졌지만 가장 잘 알려진 것은 표현성 실어증 (브로카 실어증)과 수용성 실어증 (베르니케 또는 감각 실어증)이다.

## 급성 실어증
급성 실어증은 보통 뇌졸중 후 오는 조직 손상의 결과이다. 

### 표현성 실어증
19세기에 프랑스 신경학자 폴 브로카 (Paul Broca)에 의해 처음 기술된 표현성 실어증의 증상은 상당한 어휘력이 나타나지만 문법적 결함을 보여 주는 것이었다. 이것은 주로 내용어(명사, 동사 등)로 구성된 정지 화법이 특징이며, 적어도 영어에서는 관사와 전치사 같은 자잘한 문법 기능어가 뚜렷이 결여되어 있다. 이러한 관찰로 인해 '전보어'라는 용어가 생겼고 최근에는 '비문법성'이란 단어로 이해된다. 표현성 실어증이 문법에 대한 지식을 얼마나 유지하는가는 상당한 논란의 여지가 있다. 그럼에도 불구하고, 음성언어에 대한 이해력은 대부분 보존되어 있고 그들의 말은 대개 요점을 전달하는데에 충분하기 때문에, 비문법적 특성의 큰 장애는 생각을 올바른 문장으로 만드는 언어 표현 메커니즘에 있음을 시사한다.
표현성 실어증을 표현 장애로 보는 이유는 안면 운동 장애와 이의 해부학적 위치가 빈번하게 동시에 발생되기 때문이다. 표현성 실어증은 많은 영역의 뇌 손상으로 인해 발생할 수 있지만 가장 일반적으로 입과 혀를 제어하는 운동피질과 겹치는 부분인 하전두회와 관련이 있으며 이는 뇌실 주위 백색 물질까지 확장된다. 이 영역은 "브로카의 영역"으로 알려져있다. 그러나 흥미로운 일련의 연구는 표현성 실어증에도 특정한 이해력 결핍이 있음을 찾아내었다. 이러한 결함은 일반적으로 문법에는 이상이 없지만 어순은 이례적인 형태로 나타난다. 가장 간단한 예는 수동태 문장으로 표현성 실어증 환자는 "소년은 소녀에게 쫓긴다. (본문 영어: The boy was chased by the girl)"라는 문장에서 쫓는 행위를 하는 사람은 소녀라는 것을 이해하는데에 어려움을 겪을 수 있다. 반면 일반적인 지식이 문장 이해에 도움을 주는 경우에는 확실히 수월하게 해석이 가능한데, 예를 들면 "쥐는 고양이에게 쫓긴다. (본문 영어: The mouse was chased by the cat)"라는 문장이다. 하지만 "고양이는 쥐에 쫓긴다. (본문 영어: The mouse was chased by the cat)"라는 문장은 마찬가지로 이해가 어렵다. 이는 브로카 영역의 특정 기능이 문법적 능력일 수도 있음을 암시한다. 
브로카 영역에만 일어난 병변은 브로카 실어증을 일으키지 않고 대신 경미한 난독증과 실서증을 일으키며 때로는 단어를 찾기 위한 멈춤이나 가벼운 구음장애도 동반한다. 브로카 실어증이 나타나기 위해 정확히 어느 부위가 손상되어야 하는지 알려져 있진 않지만, 일부는 롤랜딕 모터 스트립(설인두근 조절을 담당하는 운동 피질 부위)의 손상도 필요하다고 본다.

### 수용성 실어증
수용성 실어증은 브로카와 동시대 독일 신경학자 칼 베르니케에 의해 기술되었다. 수용성 실어증은 유창하고 문법적으로 문제가 없어 보이지만 대체로 합리성이 결여된 말을 한다. 이해력은 심하게 손상되어 개별 단어를 이해함에 상당한 어려움을 보이는 한편 문맥안의 단어를 이해하는데에 있어서는 덜 어려움을 보인다. 수용성 실어증은 청각 처리를 담당하는 피질에 인접한 영역인 중간대뇌동맥의 하분할에서 상측두회의 후방 1/3과 관련이 있으며 "베르니케 영역"으로 알려져있다. 손상이 후방으로 확장되면 시각적 연결이 끊어지고 환자는 독해에 어려움을 겪는다. 이렇게, 가장 잘 알려진 두 실어증의 발생 위치는 크게 두 부분으로 나눌 수 있는 뇌 조직 (운동 출력에 특화되어있는 앞쪽 영역과 감각 처리의 뒤쪽 영역)을 보여준다. 

### 전반적 실어증 (또는 완전언어상실증)
일반적으로 덜 알려진 전반적 실어증은 일반적으로 뇌의 광범위한 부분에 영향을 미치는 뇌졸중 후에 나타나며, 뇌 부분이라면 중대뇌동맥의 양쪽 부분 및 일반적으로 브로카 영역과 베르니케 영역 모두의 경색을 포함한다. 전반적 실어증을 가진 생존자는 단어와 문장을 이해하고 구성하는 데 큰 어려움을 겪을 수 있으며 일반적으로 의사 소통을 시도할 때 큰 어려움을 겪는다. 지속적인 언어치료 재활을 통해 전반적 실어증은 표현성 실어증 또는 수용성 실어증으로 증상이 향상될 수 있다. 

### 명칭 실어증
명칭 실어증이 있는 사람은 단어를 찾는 데 어려움을 겪는다. 아노미아라고도 하는 명칭 실어증은 유창하지 않은 실어증으로, 사람이나 사물의 이름을 대거나 또는 올바른 구문 생성의 어려움으로 인해 말을 주저하는 것을 의미한다. 이 증상의 환자들은 말하고 쓰기에 적합한 단어를 찾기 위해 고군분투하는데, 이들은 이러한 공백을 만회하기 위해 찾기 힘든 단어를 돌려말하는 경향이 있다. 이는 명칭 실어증 환자가 대상의 이름을 기억하지 못하는 문제가 있는 것이지 그 대상이 무엇인지 기억하지 못하는 것은 아니다. 어떠한 언어 영역 내 또는 근처의 뇌 손상은 명칭 실어증을 유발할 수 있는데, 다른 형태의 실어증이 회복 과정에서 종종 명칭 실어증으로 전환되는 모습이 보여진다.

### 전도성 실어증
전도성 실어증은 궁형소속의 섬유다발과 상종속이 손상되어 나타나는 드문 형태의 실어증이다. 이 섬유다발은 베르니케 영역과 브로카 영역 사이의 연결 고리이다. 이해와 표현을 연결하는 부위의 손상은 다음과 같은 증상을 보인다: 유창하게 말하기, 좋은 이해력, 나쁜 음독, 반복이 힘들며 발음에서 새는 소리.

## 1차 진행성 실어증
1차 진행성 실어증 환자는 시간이 지남에 따라 읽고, 쓰고, 이해하는 능력을 서서히 잃는 희귀 장애로 1982년 머쥴람 (Mesulam)에 의해 하나의 증후군으로 처음 기술되었다. 이 실어증은 진행성 비유창성 실어증(PNFA), 의미적 치매(SD) 및 대수성 진행성 실어증(LPA) 이렇게 세 가지 변형이 있다.

## 같이 보기
- 신경언어학